# 田中宏幸 (プロデューサー)
田中 宏幸（たなか ひろゆき）は、日本のアニメプロデューサー、音楽プロデューサー。株式会社イーリングプロダクション代表取締役社長。

## 経歴
1998年に日本コロムビアに新卒入社。2000年にエイベックスに転職。エイベックス・エンタテインメント、エイベックス・ピクチャーズを経て、2018年2月にサイバーエージェントに転職。同年10月にアニメレーベル「CAAnimation」を設立。株式会社サイバーエージェント アニメ事業本部ゼネラルプロデューサー、株式会社Digital Double代表取締役を歴任。2024年5月に企画プロデュース会社「イーリングプロダクション」を設立、代表取締役に就任。

## 作品一覧

### テレビアニメ
2011年
- プリティーリズム・オーロラドリーム - 製作委員会

2012年
- 這いよれ! ニャル子さん - プロデューサー
- トータル・イクリプス - プロデューサー

2013年
- バトルスピリッツ ソードアイズ - 音楽プロデューサー（第27話-第50話）
- 這いよれ! ニャル子さんW - プロデューサー
- 最強銀河 究極ゼロ 〜バトルスピリッツ〜 - 音楽プロデューサー（第1話-第25話・第38話-第49話）

2014年
- ハマトラ - プロデューサー
- Wake Up, Girls! - プロデューサー
- DRAMAtical Murder - プロデューサー
- Re:␣ ハマトラ - プロデューサー
- ハナヤマタ - プロデューサー
- 異能バトルは日常系のなかで - プロデューサー

2015年
- 暗殺教室 - 企画協力
- 戦国無双 - プロデューサー
- ハッカドール THE あにめ〜しょん - プロデューサー
- Dance with Devils - プロデューサー

2016年
- 暗殺教室（第2期） - 企画協力
- シュヴァルツェスマーケン - プロデューサー、音楽プロデューサー
- ハンドレッド - プロデューサー
- タブー・タトゥー - プロデューサー
- あんハピ♪ - プロデューサー
- 灼熱の卓球娘 - プロデューサー
- ユーリ!!! on ICE - チーフプロデューサー

2017年
- 恋愛暴君 - プロデューサー
- 賭ケグルイ - チーフプロデューサー
- 異世界食堂 - プロデューサー
- ひとりじめマイヒーロー - 主題歌協力
- Wake Up, Girls! 新章 - プロデューサー

2018年
- ゾンビランドサガ - 製作
- 火ノ丸相撲 - 企画
- ベルゼブブ嬢のお気に召すまま。 - 企画

2019年
- ガーリー・エアフォース - 企画
- 約束のネバーランド - 製作
- RobiHachi - 企画

2020年
- ダーウィンズゲーム - 企画
- ソマリと森の神様 - 製作
- イエスタデイをうたって - 製作

2021年
- 約束のネバーランド（第2期） - 製作
- IDOLY PRIDE - チーフプロデューサー
- ゾンビランドサガ リベンジ - 製作
- プラオレ!〜PRIDE OF ORANGE〜 - ゼネラルプロデューサー

2022年
- てっぺんっ!!!!!!!!!!!!!!! - プロデューサー・音楽プロデューサー
- テクノロイド - プロデューサー

2025年
- 最強の王様、二度目の人生は何をする？- プロデューサー・音楽プロデューサー

### Webアニメ
2016年
- 殺せんせーQ! - 企画協力

### OVA
2015年
- 這いよれ! ニャル子さんF - プロデューサー

2017年
- エスカクロン - プロデューサー

### アニメ映画
2014年
- Wake Up, Girls! 七人のアイドル - プロデューサー

2015年
- Wake Up, Girls! 青春の影 - プロデューサー
- Wake Up, Girls! Beyond the Bottom - プロデューサー

2016年
- 劇場版 暗殺教室 365日の時間 - 企画協力
- ポッピンQ - 企画協力

### バラエティ番組
2011年
- LIS★P（りすぷろでゅーす） - プロデューサー
- アドリブアニメ研究所 - プロデューサー

2013年
- ヴォイス・アカデミア - プロデューサー

2015年
- わぐばん! - チーフプロデューサー

## 関連アーティスト
- LISP
- かと*ふく
- 羽多野渉
- Wake Up, Girls！
- smileY inc.
- 鈴木このみ（Digital Double所属）
- 相良茉優（Digital Double所属）
- 増田里紅（Digital Double所属）
- May'n（Digital Double所属）